# Cuilapam de Guerrero
Cuilapam de Guerrero là một đô thị thuộc bang Oaxaca, México. Năm 2005, dân số của đô thị này là 15041 người.